# یواس‌ان‌اس کپبل (تی-ای‌جی‌اواس-۱۶)
یواس‌ان‌اس کپبل (تی-ای‌جی‌اواس-۱۶) (به انگلیسی: USNS Capable (T-AGOS-16)) یک کشتی بود که طول آن ۲۲۴ فوت (۶۸ متر) بود. این کشتی در سال ۱۹۸۸ ساخته شد.